# Bräcke-Nyhems församling
Bräcke-Nyhems församling är en församling i Södra Jämtland-Härjedalens kontrakt i Härnösands stift. Församlingen ligger i Bräcke kommun i Jämtlands län.
Församlingen ingår i Sydöstra Jämtlands pastorat.

## Administrativ historik
Församlingen bildades 2006 genom sammanslagning av Bräcke församling och Nyhems församling. Församlingen utgjorde till 2012 ett eget pastorat. Från 2012 till 2022 ingick församlingen i Revsund, Sundsjö, Bodsjö o Bräcke-Nyhems pastorat och därefter i Sydöstra Jämtlands pastorat.

## Kyrkor
- Bräcke kyrka
- Nyhems kyrka